# Johnny Griffin & Steve Grossman Quintet
Johnny Griffin & Steve Grossman Quintet ist ein Jazzalbum von Johnny Griffin und Steve Grossman. Die vom 28. bis 30. Mai 2000 in Paris entstandenen Aufnahmen erschienen 2001 auf dem Label Disques Dreyfus.

## Hintergrund
Nach Johnny Griffins Grammy-nominierter Zusammenarbeit mit dem Pianisten Martial Solal (In and Out, 2000) wurde der Saxophonist erneut von seinem Produzenten Francis Dreyfus mit einem interessanten Gegenüber zusammengebracht, hieß es in All About Jazz. Griffin spielte bei seiner gemeinsamen Session mit Steve Grossman (der ebenfalls in Frankreich lebte) neben ihren eigenen Stücken auch die Jazzkompositionen Power Station, geschrieben von dem beteiligten Pianisten Michael Weiss, Nica’s Tempo von Gigi Gryce und den Standard This Time the Dream’s on Me, den Harold Arlen und Johnny Mercer für den Film Blues in the Night (1941) geschrieben hatten. Begleitet wurden die beiden Saxophonisten neben Weiss von Pierre Michelot (Bass) und Alvin Queen (Schlagzeug).

## Titelliste
- Johnny Griffin & Steve Grossman Quintet (Disques Dreyfus FDM 36615-2)[2]

1. Take the D Train (Grossman) 8:07
2. Waltswing (Griffin) 4:49
3. Don’t Say Good-by (Just Leave) (Griffin) 6:06
4. Nica’s Tempo (Gigi Gryce) 6:19
5. Power Station (Michael Weiss) 7:04
6. Little Pugie (Grossman) 5:10
7. You’ve Never Been There (Griffin) 6:12
8. This Time the Dream’s on Me (Harold Arlen, Johnny Mercer) 5:59
9. Taurus People (Grossman) 6:01

## Rezeption
Paula Edelstein verlieh dem Album in Allmusic vier Sterne und schrieb, Griffins und Grossmans gemeinsames Album sei ein „beeindruckendes Set“. Die sanfte Bassstimme von Michelot unterstütze dieses Team sehr gut, und insgesamt habe diese Hardbop-Session ihre starken Momente.

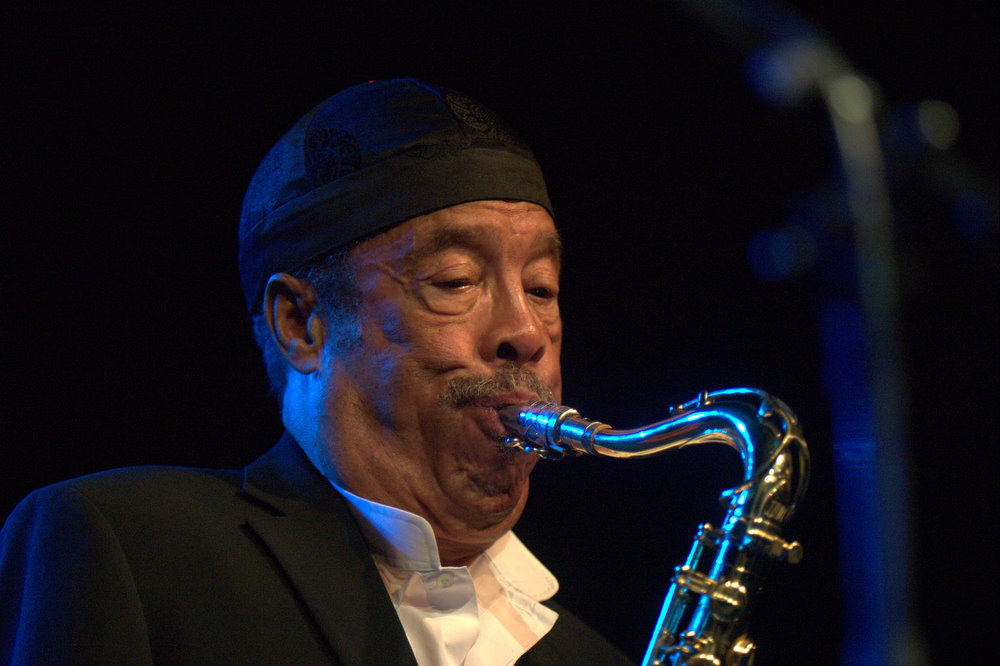
Johnny Griffin 2007

In der Rezension von All About Jazz hieß es, die Zusammenstellung der beiden Saxophonisten mache durchaus Sinn. Griffin, Grossman und ihr gemeinsames Quintett hinterließen ein Ergebnis, das an das Potenzial des Instruments für Größe und herzliche Kommunikation erinnere.
Maurice Bottomley erinnerte in seiner Rezension in Pop Matters an die großen Vorbilder für die Tenor-Duelle, die eine große Attraktion in der Ära des Kansas City Jazz gewesen sind, gefolgt von den Wettbewerben mit der Ankunft des Bebop. Hier hatten Dexter Gordon und Wardell Gray eine Duo-Tenor-Besetzung vorgestellt, die sich mehr auf Gegenseitigkeit als auf gegenseitiges Ausstechen gestützt habe. Dieses Format sei nach wie vor beliebt, so der Autor: „Zwei verwandte Geister, die einen doppelköpfigen Ansatz zur Improvisation erforschen – mit einem Hinweis auf die alten Gladiatorenkonflikte, die dem Verfahren ein wenig Würze verleihen.“ Johnny Griffin, erinnert Bottomley, habe nach einer Reihe von Sessions mit Hank Mobley und John Coltrane bereits Anfang der 1960er Jahre mit Eddie „Lockjaw“ Davis ein Tenor-Duo gegründet, bevor er sich dann in Europa niederließ. Grossmans Arbeit sei wiederum im Post-Bop-Mainstream angelegt; die beiden Männer spielten tatsächlich in einem sehr ähnlichen Stil, und das Ergebnis sei ein gehaltreiches und unprätentiöses Set, das diejenigen erfreue, die ihren Jazz direkt mögen, nicht zu abenteuerlich und mit viel Drive. Letztlich sei dies „die Art von Band, die man gern in seinem örtlichen Jazzclub haben möchte – zuverlässig, entspannt und sich der Tradition bewusst“,  resümiert Bottomley. „Es werden keine neuen Höhen erklommen, aber sie klettern mit großer Beweglichkeit über zuvor erkundete Routen und scheinen jede Minute davon zu lieben.“